# Lei de Duverger
A lei de Duverger é um princípio que afirma que o sistema eleitoral majoritário conduz a um sistema bipartidário enquanto o de representação proporcional leva a um sistema multipartidário. A descoberta deste princípio é atribuída a Maurice Duverger,  sociólogo francês que observou este efeito e deixou reflexões sobre o mesmo em diversos textos publicados nas décadas de 50 e 60 do século XX. Posteriormente outros politólogos começaram a chamar "lei" a este efeito.
Há muitos sistemas eleitorais majoritários com dois partidos, embora também haja vários exemplos que contradizem o modelo, como a Escócia. O Partido Liberal Democrata é considerado por muitos um terceiro partido emergente do Reino Unido, depois das eleições gerais de 2005, o que faria supor a aparição de um sistema tripartidário. Canadá e Índia têm vários partidos regionais. Duverger não considerou o seu princípio como algo absoluto: sugeriu que o sistema majoritário atrasaria a aparição de novas forças política e aceleraria o desaparecimento de forças em declínio - o sistema proporcional teria efeito oposto.
Além disso, William H. Riker notou que os partidos regionais podem distorcer o modelo, fazendo que haja mais de dois partidos importantes no país, mesmo no caso de que só existam dois partidos competitivos em cada círculo eleitoral, como, por exemplo, no Canadá.
A lei de Duverger não se cumpre em sentido contrário, já que também outros sistemas podem gerar sistemas bipartidários estáveis. Isto é particularmente certo no caso de países que sem utilizar o first past the post, também não incorporam representação proporcional. Por exemplo, Malta tem um sistema de voto transferível e um sistema estável de dois partidos. A Austrália utiliza também o voto único transferível e, embora não se trate de um sistema bipartidário, está dominado por um partido principal (o Trabalhista) e uma coligação (a Coligação Nacional, National coalition, de carácter liberal).
Embora haja quem defenda que um sistema bipartidário não é necessariamente nocivo, investigadores e matemáticos têm-se dedicado a elaborar sistemas eleitorais aos quais não se aplique a lei de Duverger.
Há alguns sistemas que têm uma probabilidade maior de criar bipartidarismo que o sistema maioritário: as eleições em Gibraltar utilizam um sistema de voto por blocos num único círculo eleitoral, pelo que o terceiro partido tem muito poucas probabilidades de ganhar algum assento.
Uma consequência da lei de Duverger é o efeito que se cria quando o terceiro candidato entrega os votos a um só dos candidatos principais.